# Stormfloden 2023
Stormfloden 2023 ramte i det sydlige Danmark og nordlige Tyskland 20.-21. oktober 2023. Den ramte kysterne langs Østersøens vestlige ende, heriblandt Lillebælts og Køge Bugts kyster. Stormfloden skyldtes, at en vestenvind i dagene forinden havde flyttet 150 kubikkilometer vand fra den vestlige til den østlige del af Østersøen, så vandstanden blev 40 centimeter højere. Da vestenvinden blev erstattet af stormende østenvind blev vandet skubbet den modsatte vej og samlede sig i de snævre danske bælter.
Naturskaderådet afgjorde 21. oktober 2023, at der var stormflod i flere dele af Danmark. Rådet havde pr. 24. oktober 2023 modtaget næsten 1.500 anmeldelser om skader og vurderede foreløbigt, at skaderne vil overstige en værdi af en millard kroner. Skader i havne dækkes dog ikke af Naturskaderådet.
Naturskaderådet afgjorde også, at der var stormflod i flere dele af Danmark 22. december.

## Danmark

### Målinger
Stormfloden forventedes især at ramme Haderslev, Aabenraa og Flensborg fjorde med op over to meters vandstigning. Dette vil være en højeste vandstandsstigning i over 100 år. Stormfloden forventedes at overgå begrebet en 100-års-hændelse, som er en begivenhed, man kun forventer én gang i hvert århundrede. Hvis vandstanden forventes højere end 1,25m ved Østersøen, udsendes varsel. Kastrup Lufthavn aflyste ca. 100 flyafgange og -ankomster, og mange færger blev aflyst. I Esbjerg faldt vandstanden med 2-3 meter, og Fanø-færgen havde for lidt vand til at sejle.
Denne stormflod har resulteret i de højeste vandstande i den danske del af Østersøen siden 1904. Høj vandstand blev målt i Aabenraa, hvor vandet nåede op på 2,16 meter over daglige vande. I Hesnæs nåede måleren 2,39 m, men den endte med at bryde sammen, og havnen fik store skader. Der blev i det hele taget sat flere lokale rekorder. I Sønderborg nåede vandstanden med 2,10 meter det højeste niveau siden 1904, mens der med 1,89 meter kom den højeste stigning siden man begyndte at måle vandstanden i 1892. Der blev også målt lokale rekorder i Fynshav, hvor der er tale om en 500-års-hændelse.
Målingerne overskred værdierne for en 100-års-hændelse med 10-40 cm de fleste steder langs den danske østersøkyst. I Hesnæs sågar med 48 cm (hvilket er en 200-års-hændese) og ved Aabenraa med 42 cm.
I følge Adrian Lema, chef for Nationalt Center for Klimaforskning på DMI, var den naturlige hændelse forværret af klimaforandringer og havniveaustigninger i en grad, der svarer til mere end forskellen på en 20-hændelse og en 100-årshændelse.

### Virkninger
- Mange sommerhusområder blev oversvømmet,[20][21] bl.a Hejsager, Kelstrup, Sandersvig, Oddermose (Stege Sogn) og Roneklint. En uge senere var Roneklint huse og huse stadig oversvømmet.[22]
- Både fik skader i havne, og veje blev ødelagt.[23][24][25][18] Beredskabet havde opstillet mange 'watertubes', hvoraf nogle bukkede under for stormflodens pres.[26][27][28] I Rødvig havn forsvandt 28 både, hvoraf 18 var fundet sunket i havnen en uge senere.[29]
- Det lollandske dige[30] og diget ved udløbet af Tryggevælde Å blev svært beskadiget på korte dele af strækningen.[31][32] Ved Oddermose på Møn blev det meste af 900 m dige ødelagt og engområde oversvømmet.[33]
- Avedøreværket og Rødsand 2 havmøllepark var ude af drift i mindst 1 uge.[34]
- I Præstø brød en sluseport sammen i Tubæk Ås udløb,[35] og trapper ved Møns Klint og Gedser Odde er blevet ødelagt af bølgerne.[36] Derudover er kridt blevet løsnet fra klinten og blæst op på Dronningestolen (klintens højeste punkt), så det ligner sne.[37]
- I Allinge på Bornholm skyllede kampesten op på havnen.[38]
- Bådhuse og strandhuse skyllede væk flere steder, bl.a Marstal på Ærø.[39] I Faxe Ladeplads forsvandt en kystsikring med anlagt strand.[40]
- I Frederikshavn rev et 330 meter stort skrotskib sig løs og skadede Ørskovs dok 5 og en boreplatform, og forsinkede Göteborg-færgen i timevis.[41]

## Sverige
I Skåne har uvejret, der ramte den sydlige del af landet 20. oktober om eftermiddagen, ført til både væltede træer (også hen over vejene), oversvømmelser og strømafbrydelser. Skanör og Falsterbo er blandt de mest udsatte steder.
Uvejret har ført til aflysninger af både fly- og togafgange i både Skåne og Småland. Lufthavnen i Malmö regnede også med aflyste og forsinkede fly.

## Tyskland
I Tyskland ramte stormfloden især delstaten Slesvig-Holsten, hvor 2000 personer blev evakueret og en person på Fehmarn mistede livet. Ifølge politiet blev vedkommendes bil ramt af et træ. Stormfloden ramte dog også nabodelstaten Mecklenburg-Vorpommern, hvor træer væltede og lystbåde sank.
I Flensborg steg vandet til 2,27 meter over dagligt vande og i Egernførde nåede vandstanden 2,15 meter. I både Flensborg, Kiel, Lübeck og Slesvig blev gader oversvømmet., i Flensborg var det det højeste niveau siden 1904. Stormfloden har også ført til strømafbrydelser flere steder. I mindre sydslesvigske byer som Arnæs, Damp, Langballeå, Hasselbjerg, Masholm, Olpenæs og på halvøen Holnæs måtte beboerne evakueres, da vandet trængte igenem digerne. I Damp sank omkring 20 både i havnen, også nabokommunen Brodersby led under oversvømmelser. I Mecklenburg-Vorpommern gik uvejret især ud over Wismar, men det gik også ud over Warnemünde, Binz og Sassnitz.

## Andre lande
I Skotland kulminerede uvejret, som de har navngivet Babet, fredag 20. oktober om morgenen. To byer er evakueret pga. stormfloden, der kostede tre mennesker livet i Storbritannien 19.-20. oktober. Uvejret ramte også Norge, hvor 20.000 hjem i den sydlige dele af landet mistede strømmen i 21. oktober om formiddagen. Tag er fløjet af bygninger og træer og master er væltet.